# ТЭЦ «Птолемаис»
ТЭЦ «Птолемаис» (греч. ΑΗΣ Πτολεμαΐδας) — теплоэлектроцентраль на севере Греции, к юго-востоку от города Птолемаис, работающая на лигнитах, добываемых в районе Птолемаисского бассейна. Блоки I, II, III и IV выведены из эксплуатации. ТЭЦ «Птолемаис» прекратила работу в 2014 году. В сентябре 2022 года в пробную эксплуатацию введён энергоблок V. Владелец и эксплуатирующая организация — Государственная энергетическая корпорация Греции (ΔΕΗ).

## Птолемаисский бассейн
Лигниты Птолемаисского бассейна известны, по крайнем мере, с эпохи владычества турок («туркократии»). До 1938 года лигнит использовался как топливо исключительно для бытовых нужд местных жителей. Карл Кегель, профессор Фрайбергской горной академии опубликовал доклад, в котором оценил запасы лигнитов в 6 млрд т. В то время Греция покрывала 95 % потребности в энергии за счет импорта. В 1939 году предпринята первая серьезная попытка добычи лигнитов в промышленных масштабах. В 1950-х годах проведены обширные исследования по разведке и оценке месторождений. В 1956 году крупный промышленник Бодосакис основал компанию по производству лигнитов в Птолемаисе «Липтол» (ΛΙΠΤΟΛ) и заключил контракт с компанией KHD на строительство топливно-энергетического комплекса, включающего ТЭС мощностью 10 МВт. Блок I ТЭС «Липтол» (ΑΗΣ ΛΙΠΤΟΛ) введён в строй в 1959 году. Блок II мощностью 33 МВт ТЭС «Липтол» введён в строй в 1965 году. В 1959 году 90 % акций «Липтол» перешли к ΔΕΗ, а в 1975 году произошло слияние компаний.
Греция является 5-м по величине производителем лигнитов в Европейском союзе. Эксплуатируемые запасы лигнитов в тектоническом бассейне Флорина — Птолемаис — Козани составляют 1,7 млрд т, что составляет 2/3 от общих запасов лигнитов в Греции. Добычу ведёт Λιγνιτικό Κέντρο Δυτικής Μακεδονίας (ΛΚΔΜ) / Western Macedonia Lignite Centre (WMLC), принадлежащий ΔΕΗ, который производил около 50 млн т лигнитов до 2012 года, когда началось снижение добычи. Пик добычи был в 2002 году — 55,8 млн т. В 2020 году ΛΚΔΜ произвёл 10,3 млн т лигнитов. Компания обеспечивает топливом блок V ТЭЦ «Птолемаис», находящийся в пробной эксплуатации, ТЭС «Мелити» для обеспечения топливом ТЭЦ «Айос-Димитриос» и ТЭЦ «Айос-Димитриос», блоки III—V которой отпускают тепло в систему централизованного теплоснабжения города Козани.
Месторождение лигнитов находится в отложениях неогенового периода (плиоцена) и покрыто отложениями плейстоцена и голоцена.

## Блоки I—IV
Блок I (70 МВт) введён в эксплуатацию 28 октября 1959 года, блок II (125 МВт) — в 1962 году, блок III (125 МВт) — в 1965 году, блок IV (300 МВт) — в 1965 году. Установленная мощность — 620 МВт. Блок I выведен из эксплуатации 18 июня 2010 года, блок II — в 2013 году. Из-за пожара 9 ноября 2014 года выведены из эксплуатации блоки III и IV, при этом прекращён отпуск тепла 50 МВт в систему централизованного теплоснабжения города Птолемаис.

## Блок V
Решение о строительстве блока V принято правлением ΔΕΗ 12 ноября 2007 года. Место под строительство выбрано примерно в 4 км от существующей ТЭЦ и в 8 км от города Птолемаис, на месте истощённого угольного разреза «Команос». Выбрана технология пылевидного сжигания. В марте 2013 года подписан контракт на строительство с EPC-подрядчиком Terna, входящим в конгломерат GEK Terna. Строительство начато в декабре 2015 года.
Установленная мощность блока V — 660 МВт. Отпуск тепла — 140 МВт.
Блок обладает высокой экологической эффективностью. Выбросы оцениваются в 1,05 т СО2/МВт⋅ч. Удельная себестоимость электроэнергии оценивается в 100 евро/МВт⋅ч при стоимости квоты на выброс СО2 в 80 евро/т.
Топливо с угольного разреза «Мавропийи» у бывшего одноимённого села поступает по магистральным конвейерам в узел приема топлива.